# Rock Hill (Carolina del Sud)
Rock Hill és una població dels Estats Units a l'estat de Carolina del Sud. Segons el cens del 2009 tenia 69.210 habitants.

## Demografia
Segons el cens del 2000, Rock Hill tenia 49.765 habitants, 18.750 habitatges i 12.093 famílies. La densitat de població era de 619,2 habitants/km².
Dels 18.750 habitatges en un 32,1% hi vivien nens de menys de 18 anys, en un 41,6% hi vivien parelles casades, en un 18,3% dones solteres, i en un 35,5% no eren unitats familiars. En el 27,5% dels habitatges hi vivien persones soles el 8,5% de les quals corresponia a persones de 65 anys o més que vivien soles. El nombre mitjà de persones vivint en cada habitatge era de 2,49 i el nombre mitjà de persones que vivien en cada família era de 3,05.
Per edats la població es repartia de la següent manera: un 25,1% tenia menys de 18 anys, un 14,8% entre 18 i 24, un 30,5% entre 25 i 44, un 18,4% de 45 a 60 i un 11,3% 65 anys o més.
L'edat mediana era de 31 anys. Per cada 100 dones de 18 o més anys hi havia 78,6 homes.
La renda mediana per habitatge era de 37.336$ i la renda mediana per família de 45.697$. Els homes tenien una renda mediana de 32.156$ mentre que les dones 24.181$. La renda per capita de la població era de 18.929$. Entorn del 9,7% de les famílies i el 14% de la població estaven per davall del llindar de pobresa.

## Poblacions més properes
El següent diagrama mostra les poblacions més properes.